# Pristimera andongensis
Pristimera andongensis là một loài thực vật có hoa trong họ Dây gối. Loài này được (Welw. ex Oliv.) N.Hallé miêu tả khoa học đầu tiên năm 1981.